# Google Cardboard
Google Cardboard是Google所开发、与智能手机配合使用的虚拟现实头戴式显示器。该平台以其折叠式纸板头盔命名，旨在以廉价成本，激发对VR应用的兴趣和发展。按照Google发布的规范，用户既可以利用廉价简易的元件自行制作头盔，或购买预先做好的头盔。要使用平台，用户须在手机上运行Cardboard兼容的应用，将手机置于头盔后端，透过镜片观看内容。
该平台由巴黎Google艺术文化学院工程师大卫·科玆（David Coz）和达米恩·亨利（Damien Henry）利用他们20%“创意休息时间”（Innovation Time Off）开发，于2014年Google I/O开发者大会上亮相，被派发给现场所有观众。Cardboard的软件开发工具包（SDK）向Android和iOS操作系统开发。SDK的VR View允许开发者嵌入网络及他们移动应用中的VR内容。
到2017年3月，Cardboard发货量超过1000万个，1.6亿个Cardboard应用程序上线。乘着Cardboard平台的成功，Google在2016年的Google I/O上宣布了增强VR平台Daydream。
2019年，Cardboard開源。2021年3月，Google停售Cardboard。

## 组装和操作
Google Cardboard头盔利用简单低廉的组件制作。头盔规格由Google设计，零件清单、原理图和组装说明书在其网站上免费提供，让人们从现成的零件中组装Cardboard。预先做好的头盔只能从第三方供应商取得，直到2016年2月，Google开始透过Google Store销售自家出产的头盔。
组装Cardboard头盔的零件有一块切割成精确形状的纸板、45mm焦距透镜、磁铁或电容式感应胶带、尼龙搭扣（如维克罗）、橡皮圈和可选的近场通信标签。Google为大规模制造提供额外的建议，基于这些计划的预组装套件源于多个供应商，成本不到5美元，这些供应商也制作各种Cardboard。
组件装好后，将智能手机插入设备背部，用所选的紧固装备固定。兼容Google Cardboard的应用程序将智能手机显示的画面分成两个，每个眼睛一个，同时对每个画面进行桶形失真，抵消镜头的枕形失真，形成视野广阔的立体（3D）图像。
Cardboard首个版本贴合5.7英寸屏的手机，利用磁铁作为输入按钮，需要用到手机的罗盘传感器。更新版设计于2015年Google I/O发布，磁贴开关换成导电杆，在手机屏幕上触发触摸事件，更好地兼容各种设备。

## 软件
Google提供三套开发Cardboard应用的软件开发工具包，一套用Java供Android操作系统使用，一套用C♯供Unity游戏引擎使用，一套供iOS操作系统使用。最初仅支持Android，后来Google在2015年5月的Google I/O会议上宣布iOS支持Unity插件。Cardboard支持的第三方应用在Google Play商店和iOS的上App Store上线。除了原生的Cardboard应用，Google Chrome的VR实验利用WebGL实现，包括iPhone在内的支持WebGL的手机也可以运行Google的网页实验。在2015年Google I/O上，iOS的Google Cardboard演示应用程序接口发布。2016年1月，Google宣布，软件开发工具包将支持空间音频，这种虚拟现实效果能模拟3D空间中出自听众头部外面任何地方的音频。
2016年3月，Google发布Cardboard SDK扩展应用VR View，允许开发者嵌入网页或移动应用程序中的360度VR内容，适用于桌面、Android和iOS。VR内容发布网页的Javascript和HTML代码开源，在GitHub上公布，开发者可自行托管内容。

## 衍生品

### Jump
Jump是Google开发的虚拟现实影片制作生态系统，于2015年5月28日在Google I/O大会上公布。如同Google对待Cardboard头盔一样，Google对Jump也开发了由16台摄像机圆状阵列构成的样式，并和公众发布。GoPro和Google合作，利用自家摄像机搭建阵列，但Jump系列理论上支持任何摄像机。一旦拍好画面，VR视频将由Jump的后端软件“汇编器”编译。汇编器使用计算机摄影和“计算机视觉”重建场景，产生数千个中间视点。通过Jump拍摄的成片可配合Cardboard头盔透过YouTube的立体VR模式观看。

### Expeditions
Expeditions计划提供透过Google Cardboard头盔的VR课堂体验，让教育人士带着他们的学生进行虚拟的实地考察。该计划也在2015年Google I/O上公布，计划于2015年秋季运行。每个教学套件包内含30个同步的Cardboard头盔和智能手机，以及一个供充当向导的老师使用的平板电脑。有意将计划带到学校的教师可在线注册。CNET称Cardboard是“首个面向儿童的虚拟现实平台”。到2016年5月，超过100万学生透过该计划进行VR实地考察。

## 合作与推广
2014年11月，沃尔沃发布了Volvo牌Cardboard眼睛和Android应用，让用户探索XC90。2015年2月，玩具制造商美泰尔联合Google宣布立体头盔View-Master的VR版。头盔Android版于2015年秋季发布，iOS和Windows智能手机随后发布。
Google也和LG电子合作，为LG G3定制Cardboard头盔“VR for G3”。该免费配件于2015年2月发布，在某些国家或地区连同新的G3机型派发，被视为三星Gear VR配件的有力竞争者。
2015年11月8日，《纽约时报》面向所有家庭订阅户派发Google Cardboard。读者用智能手机下载“NYT VR”应用程序，可享受沉浸式VR环境的新闻阅读体验。
2015年12月，为配合《星球大战：原力觉醒》的宣传，Google在Google Store和Verizon免费推出三款《星球大战》主题的Cardboard头盔。
2016年科切拉音乐节的持票者会在欢迎礼包中获得Google Cardboard创意的VR纸板头盔，该头盔配合“Coachella VR”移动应用使用。组委会联合Vantage.tv提供音乐节的VR内容，如往届活动的360度全景照、2016年活动地点的虚拟游览、采访和表演。

## 评价
2016年1月27日，Google宣布平台第19个月，Cardboard发货量超过500萬个，上架的兼容应用超过1000个，安装次数达2500多万次。公司介绍，期间用户观看了超过35万小时的YouTube VR视频，50万名学生通过Expeditions计划进行VR实地考察。到2017年3月，发货量突破1000万，应用程序下载量超过1.6亿次。
Cardboard的成功说服Google开发更先进的虚拟现实硬件并任命新的虚拟现实主管。2016年5月18日，Google在I/O大会上公布了名为Daydream的增强型VR平台。

## 外部連結
- 官方网站
- Google Play Store上的Cardboard官方应用Andorid版 （页面存档备份，存于）
- Google Play Store上的Cardboard官方应用iOS版 （页面存档备份，存于）
- Google Play的Cardboard Design Lab应用，演示VR设计准则 （页面存档备份，存于）